# فرق الجهد الفعال

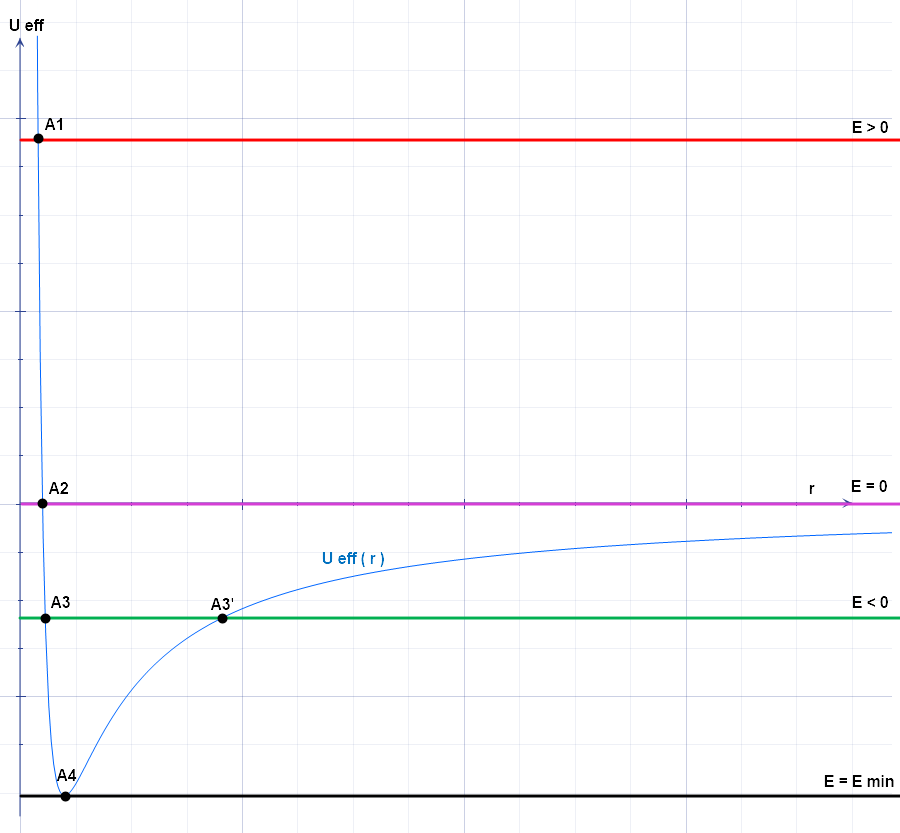

فرق الجهد الفعال أو طاقة الوضع الفعالة هو مصطلح رياضي يجمع بين طاقة الوضع الطاردة وطاقة فرق الجهد في أي نظام ديناميكي. ويتم استخدامه بشكل شائع في حساب مدارات الكواكب (سواء كانت النيوتنية أو النسبية)، حيث يتيح فرق الجهد الفعال إمكانية تقليص المشكلات إلى أبعادٍ أقل.

## التعريف
يتضح تعريف فرق الجهد الفعال {\displaystyle U_{\text{eff}}} بالطريقة التالية:
{\displaystyle U_{\text{eff}}(\mathbf {r} )={\frac {L^{2}}{2mr^{2}}}+U(\mathbf {r} )}
حيث :L تمثل الزخم الزاوي
و:r هي المسافة بين كتلتين.
و:m هي كتلة الجسم المداري
و:U(r) هي الشكل العام للوضع
وبذلك تكون القوة الفعالة هي التدرج السلبي لفرق الجهد الفعال:
{\displaystyle {\begin{aligned}\mathbf {F} _{\text{eff}}&amp;=-\nabla U_{\text{eff}}(\mathbf {r} )\\&amp;={\frac {L^{2}}{mr^{3}}}{\hat {\mathbf {r} }}-\nabla U(\mathbf {r} )\end{aligned}}}
حيث تشير {\displaystyle {\hat {\mathbf {r} }}} إلى كتلةٍ متجهةٍ موحدةٍ في الاتجاه الشعاعي.

## خصائص هامة
هناك الكثير من الملامح التي تميز فرق الجهد الفعال. 
وتكون حالة جسيم الطاقة E الذي يتحرك ليسقط ويدخل في مدارٍ هي:
{\displaystyle U_{\text{eff}}<E}
لإيجاد نصف قطر المدار نقوم فقط بتقليل فرق الجهد الفعال توافقًا مع {\displaystyle r} أو ضبط قوة الشبكة بالتساوي على الصفر ومن ثم إيجاد حل {\displaystyle r_{0}}:
{\displaystyle {\frac {dU_{\text{eff}}}{dr}}=0}
بعد إيجاد حل {\displaystyle r_{0}} أدخِلها مجددًا في {\displaystyle U_{\text{eff}}} لإيجاد القيمة القصوى لفرق الجهد الفعال {\displaystyle U_{\text{eff}}^{\text{max}}}
لإيجاد تردد التذبذبات الصغيرة:
{\displaystyle \omega ={\sqrt {\frac {U_{\text{eff}}''}{m}}}}
حيث تشير الشرطتان إلى المشتق الثاني من طاقة فرق الجهد الفعال مع أخذ {\displaystyle r}في الاعتبار.

## مثال: فرق جهد الجاذبية
على سبيل المثال، لنفترض أن جسيمًا من الكتلة m يدور حول جسمٍ له كتلة أثقل بكثير هي M.  بافتراض إمكانية استخدام الميكانيكا الكلاسيكية، وبإهمال حركة الكتلة الأكبر حجمًا، فحينئذ يعطي حفظ الطاقة والزخم الزاوي ثابتين E وL لهما القيمة
{\displaystyle E={\frac {1}{2}}m\left({\dot {r}}^{2}+r^{2}{\dot {\phi }}^{2}\right)-{\frac {GmM}{r}},}
{\displaystyle L=mr^{2}{\dot {\phi }}\,}
بحيث تكون
{\displaystyle {\dot {r}}} هي مشتق r مع اعتبار الزمن
{\displaystyle {\dot {\phi }}} هي سرعة زاوية للكتلة&nbsp;m
G هي ثابت الجاذبية،
E هي الطاقة الكلية
يلزم وجود متغيرين فقط، حيث تحدُث الحركة على سطح مستوٍ.  ومن خلال إبدال المصطلح الثاني بالأول وإعادة الترتيب ينتُج
{\displaystyle m{\dot {r}}^{2}=2E-{\frac {L^{2}}{mr^{2}}}+{\frac {2GmM}{r}}=2E-{\frac {1}{r^{2}}}\left({\frac {L^{2}}{m}}-2GmMr\right),}
{\displaystyle {\frac {1}{2}}m{\dot {r}}^{2}=E-U_{\text{eff}}(r),}
بحيث تكون
{\displaystyle U_{\text{eff}}(r)={\frac {L^{2}}{2mr^{2}}}-{\frac {GmM}{r}}}
هي فرق الجهد الفعال. وكما هو واضح من المعادلة أعلاه، تم تقليل مشكلة المتغيرين الأصليين لتصبح مشكلة متغيرٍ واحد.  يمكن أن تتم معاملة فرق الجهد الفعال في كثيرٍ من التطبيقات مثله مثل طاقة وضع النظام أحادي البُعد: على سبيل المثال رسم بياني للطاقة باستخدام فرق الجهد الفعال يحدِّد نقاط التحول ومواقع التوازن الثابتة وغير الثابتة. وربما تُستخدَم طرق مشابهة في تطبيقاتٍ أخرى مثل تحديد المدارات في مقياس شوارزتشايلد النسبي.
يستخدم فرق الجهد الفعال في مجالات مختلفة لموضوعات متعددة، مثل فرق جهد قلب جاوس (ليكوس 2002 وبيرلي 2004) وقانون كولوم الخاضع للفحص (ليكوس 2001).